# Robert Wagner (Dirigent)
Robert Wagner (* 20. April 1915 in Wien; † 21. Dezember 2008 in Münster) war ein österreichischer Dirigent und Komponist.

## Leben
Robert Wagner belegte von 1929 bis 1937 an der Wiener Musikakademie die Studienfächer Klavier bei Franz Schmidt, Komposition bei Joseph Marx sowie Dirigieren bei Felix Weingartner, zusätzlich absolvierte er ein Studium der Musikwissenschaft an der Universität Wien, das er 1938 mit der Promotion abschloss.
Nachdem er ab 1933 bereits als Pianist und Komponist öffentlich aufgetreten war, erfolgte Wagners Debüt als Dirigent 1936 in Wien. Von 1938 bis 1944 wirkte er als Dirigent an den Städtischen Bühnen in Graz. Am 7. Juni 1938 beantragte er die Aufnahme in die NSDAP und wurde am 1. Juni 1940 aufgenommen (Mitgliedsnummer 7.644.003). 1945 ging Wagner als musikalischer Oberleiter der Oper an das Landestheater Salzburg, ein Jahr später wurde er zum künstlerischen Leiter des Mozarteumorchesters Salzburg bestellt. Darüber hinaus hatte er ab 1947 die Leitung der Dirigentenklasse und Opernschule am Mozarteum inne.
1951 wechselte er in der Nachfolge von Heinz Dressel als Generalmusikdirektor und Leiter des Symphonieorchesters nach Münster. Zusätzlich übernahm Wagner, nachdem der Intendant der Städtischen Bühnen Bruno von Niessen seine Arbeit aus gesundheitlichen Gründen nicht mehr ausüben konnte, 1957 interimistisch die Intendanz dieses Theaters, gemeinsam mit Wilhelm Vernekohl, dem Kulturdezernenten der Stadt. 1961 kehrte Wagner auf eigenen Wunsch nach Österreich zurück und folgte Kurt Rapf als Musikdirektor des Tiroler Symphonieorchesters Innsbruck nach. 1965 folgte er einem Ruf an die Akademie für Musik und darstellende Kunst „Mozarteum“ in Salzburg, wo er eine ordentliche Professur sowie bis 1971 die Präsidentenstelle innehatte. Zu Beginn der 1970er-Jahre trat Wagner die Stelle eines ständigen Dirigenten und Generalmusikdirektors an der Staatsoper in Istanbul an.
Robert Wagner, dessen kompositorisches Werk Orchesterstücke, Konzerte, Bühnenmusik sowie Kammermusik umfasst, erhielt am 21. November 1995 die Goldene Ehrenmedaille der Universität Mozarteum Salzburg verliehen.

## Veröffentlichungen
- Das musikalische Schaffen von Franz Schmidt. Eine Stilkritik (Mit Noten). Wien 1938, (Dissertation)

## Kompositionen (Auswahl)
- Symphonische Musik für obligate Trompete und Orchester[2]
- Musik für 12 Soloinstrumente zum Sommernachtstraum[2]
- Vollendung und Orchestrierung der Kantate Deutsche Auferstehung. Ein festliches Lied von Franz Schmidt (Musik und Textbearbeitung) und Oskar Dietrich (Text),  Universal Edition[3]